# Benjamin Z. Kedar
Benjamin Ze'ev Kedar (né le 2 septembre 1938)  est professeur émérite d'histoire à l'Université hébraïque de Jérusalem. Il est président de la Société internationale pour l'étude des croisades et de l'Orient latin (1995-2002), président du conseil d'administration de l'Autorité des antiquités d'Israël (2000-2012) et vice-président de l'Académie israélienne des sciences et lettres (2010-15),,. Il est lauréat du prix EMET 2019 pour l'art, la science et la culture en histoire et lauréat du prix Israël 2020 en recherche historique.

## Biographie
Kedar est né à Nitra, en Tchécoslovaquie, de Samuel Kraus et de Lydie Jeiteles-Kraus. Ses deux parents sont médecins. En 1944-1945, sa famille évite la déportation à Auschwitz en se cachant pendant sept mois avec des paysans slovaques. Il émigre en Israël avec l'Aliyah des jeunes en 1949. Ses parents arrivent environ deux mois plus tard, et après quelques mois, il part vivre avec eux à Kfar-Netter dans la plaine de Sharon. En 1952, il termine l'école élémentaire d'Even-Yéhouda, et en 1956 le cinquième lycée municipal de Tel-Aviv. Il obtient un BA en histoire et en sociologie à l'Université hébraïque de Jérusalem, où il poursuit ses études supérieures.
Kedar rédige son mémoire de maîtrise sous la direction de Joshua Prawer (1964-1965),. Au cours de l'affaire Lavon, il fait partie des dirigeants du "Mouvement étudiant pour la démocratie", qui s'oppose au prétendu autoritarisme de David Ben Gourion. Il écrit sa thèse de doctorat sur l'histoire médiévale à l'Université Yale, sous la direction de Roberto Sabatino Lopez, soutenant sa thèse en 1969.
Kedar retourne en Israël la même année et rejoint la faculté de l'Université hébraïque. En 1976–77, il est chercheur de la Fondation Humboldt à la Monumenta Germaniae Historica de Munich, en 1981–82 et de nouveau en 1997–98 membre de l'Institute for Advanced Study de Princeton et en 1983–84 membre de l'Institut des hautes études de Jérusalem. En 1986, il est nommé professeur titulaire à l'Université hébraïque. Jusqu'à sa mort en 2015, il est marié à Nurith Kenaan-Kedar, professeur d'histoire de l'art à l'Université de Tel Aviv, descendante de la famille Shertok et petite-fille de Baruch Katinsky, l'un des fondateurs de Tel-Aviv. Il a deux fils (issus d'un précédent mariage), Arnon et Yarden.

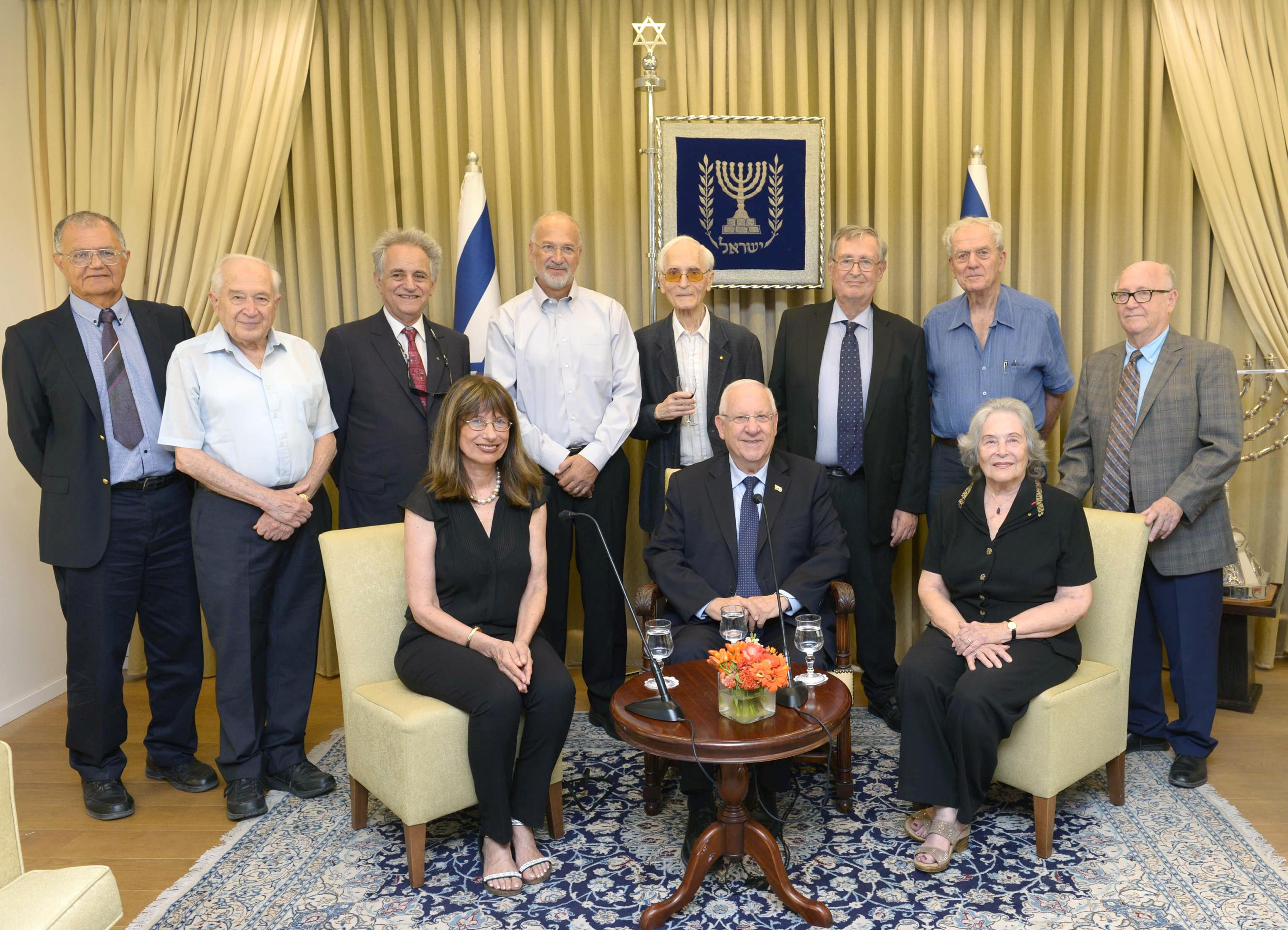
Kedar (debout 3e à partir de la gauche) avec le président israélien Reuven Rivlin ainsi que les présidents actuels et anciens de l'Académie israélienne des sciences et des sciences humaines

### Activités au sein de l'Université hébraïque
De 1990 à 1996, Kedar est président de l'Autorité des étudiants en recherche (Section des sciences humaines, des sciences sociales et du droit) de l'Université hébraïque de Jérusalem. En 1998–2001, il préside l'École d'histoire de l'université, qu'il a fondée  et où il introduit entre autres un cours d'histoire mondiale obligatoire pour tous les nouveaux étudiants en histoire,. Avec ce cours, Yuval Noah Harari devient l'un des principaux partisans de la grande histoire. De 2001 à 2005, Kedar est directeur de l'Israel Institute for Advanced Studies.

### Activités en dehors de l'Université hébraïque
En 1987–92, Kedar préside le Comité permanent des collèges d'enseignants du Conseil de l'enseignement supérieur en Israël. De 2001 à 2007, il est président de la section des sciences humaines de l'Académie israélienne des sciences et lettres. Au cours de son mandat, il écrit deux rapports: le premier discute de l'avenir des sciences humaines en Israël  et le second évalue la recherche historique dans les universités israéliennes , les deux sont publiés en 2007. De 2000 à 2012, Kedar préside le conseil d'administration de l'Autorité des antiquités d'Israël. Kedar est membre correspondant de l'Académie médiévale d'Amérique (depuis 2005) et de la Monumenta Germaniae Historica (depuis 2006). En 2001, il fonde Crusades, Journal of the Society for the Study of the Crusades and the Latin East (SSCLE), et le co-édite avec Jonathan Riley-Smith, puis avec Jonathan Phillips. De 1995 à 2002, il est président de la SSCLE, dont il organise les conférences quadriennales en 1987 et 1999. En 2007, il reçoit un diplôme honorifique de l'Université de Haïfa.
Dans son premier livre, Octobre 1973 : L'histoire d'un bataillon blindé, Kedar décrit les batailles du bataillon dans lequel il a servi pendant la Guerre du Kippour en tant que sous-officier des communications. L'avant-propos de ce livre est écrit par le commandant de division de l'époque, plus tard Premier ministre d'Israël, Ariel Sharon. Kedar écrit de nombreux articles d'opinion dans les quotidiens israéliens ; la plupart d'entre eux sont rassemblés dans un livre.
En 2010, Kedar est élu vice-président de l'Académie israélienne des sciences et des sciences humaines aux côtés de la présidente Ruth Arnon. Leur mandat prend fin en septembre 2015.

## Recherches

### Histoire comparée
Les recherches de Kedar couvrent différentes périodes et cultures, en mettant l'accent sur le Moyen Âge européen et les croisades. Ses études comparent différentes civilisations, en utilisant une variété de méthodes qualitatives et quantitatives. Ainsi, par exemple, il compare, dans sa croisade et mission : approches européennes envers les musulmans (Princeton University Press, 1984) les attitudes envers les musulmans qui prennent forme à Byzance et en Europe occidentale ainsi que parmi les chrétiens d'Orient, et compare les développements sur les trois fronts de l'Europe latine avec le royaume de l'islam : la péninsule ibérique, la Sicile et le Levant franc. D'autres études comparatives portent sur la cartographie médiévale en Corée, en Chine, dans le monde musulman, en Europe occidentale ainsi qu'en Amérique précolombienne ; sur des hôpitaux musulmans, byzantins et francs ; sur la législation dans le royaume franc de Jérusalem et à Byzance ; et les dimensions comparées du pèlerinage médiéval. L'intérêt de Kedar pour les aspects théoriques de cette sous-discipline l'amène à étudier les grandes lignes de l'histoire comparée établies à partir de la fin du XIXe siècle.

### Dépression économique et mentalité marchande
La première recherche majeure de Kedar, basée sur sa thèse de doctorat, est publiée en 1976 par Yale University Press, une version étendue est traduite en italien. Il examine l'impact de la dépression économique du XIVe siècle sur la mentalité des marchands génois et vénitiens et révèle que la dépression a entraîné un rétrécissement des horizons, une diminution de l'audace et une quête croissante de sécurité. L'idée de l'assurance est née pendant cette période, la portée géographique de l'activité diminue et, au lieu de s'étendre à de nouvelles régions, le commerce se limite désormais largement à la Méditerranée et à la Mer Noire, connues de longue date. Kedar conclut que «les exploits réussis de la fin du XIIIe siècle ont poussé certains [marchands] à tenter l'objectivement irréalisable, alors que les revers du milieu du XIVe siècle ont rendu même l'objectivement réalisable trop dangereux pour être tenté». Au cours des années suivantes, Kedar apporte diverses contributions à l'histoire de Gênes .

### L'étude des noms de personnes
Kedar est l'un des pionniers de l'étude des noms de personnes médiévaux. Dans son premier article  ainsi que dans le livre précité sur les marchands génois et vénitiens, il étudie l'évolution des modes de dénomination à travers l'analyse de longues listes de citoyens dressées à différentes dates. Il fait valoir que si la plupart des gens médiévaux n'ont pas laissé de témoignage direct sur leur mentalité, il est possible de l'approcher via les noms qu'ils choisissent de donner à leurs enfants. Autrement dit, le nom personnel de l'enfant sert d'indicateur indirect d'une facette de la mentalité du parent. Par conséquent, un changement dans la façon de donner des noms peut être considéré comme une indication d'un changement dans la mentalité de groupe. Un article écrit avec son étudiant Muhammad al-Hajjuj, traite d'une liste de villageois musulmans de la région de Naplouse, qui ont fui la domination franque vers Damas musulman au milieu du XIIe siècle. L'analyse de cette liste permet de reconstituer la taille de la famille et révèle la répartition des noms de personnes. La comparaison avec les noms d'enfants nés dans la même région dans les années 1905-1925 révèle une similitude remarquable des noms les plus courants donnés au milieu du XIIe avec ceux donnés au début du XXe siècle.

### Les croisades
Une grande partie des études de Kedar porte sur les croisades et le royaume franc de Jérusalem, établi dans le sillage de la première croisade. Dans ces études, il fait preuve « d'une capacité à changer la pensée grâce à un traitement rigoureux et imaginatif du matériel source qui a souvent été ignoré par d'autres »  et à « éliminer les hypothèses infondées et les traditions injustifiées de l'orthodoxie historique ». Topiquement, il discute de la relation entre croisade et conversion ; démographie ; histoire intellectuelle, ecclésiastique, juridique et militaire ; les relations des souverains francs avec leurs sujets indigènes ; Médicament; pèlerinage; érémitisme ; fiscalité ; topographie ; perceptions mutuelles des motivations des Francs et des Musulmans ; et beaucoup plus. Son examen longitudinal des descriptions du massacre de Jérusalem de juillet 1099, des rapports de témoins oculaires jusqu'à nos jours, "établit de nouvelles normes pour l'analyse historiographique des événements individuels pendant les croisades". Il montre également qu'il est possible d'établir l'âge des mortiers médiévaux grâce à des datations au radiocarbone des composants organiques qui y sont incorporés. Passant aux développements actuels, il analyse les usages du motif croisé dans le discours politique israélien, en distinguant trois approches : un déni total de la possibilité de comparaison entre le royaume franc et l'entreprise sioniste ; tente de tirer les leçons de l'échec des Croisés ; et avoir recours aux croisés pour renforcer un argument politique, généralement critique à l'égard de l'establishment israélien.

### Les photographies aériennes comme source historique
Dans son livre Looking Twice at the Land of Israel  publié en 1991, il estime que des photographies aériennes d'une zone donnée, prises à différentes dates, permettent d'observer les grands types de changements physiques qui s'y sont produits au fil du temps : processus de construction et de destruction, changement d'occupation des sols, continuité et innovation du système routier, etc. En d'autres termes, ces photographies aériennes constituent une nouvelle "source historique prometteuse - limitée dans sa portée, car une vue aérienne ne révèle que certains aspects matériels, mais objectif et difficilement attaquable quant à ces aspects. À une époque où la faisabilité d'un récit impartial est largement remise en question, les photographies peuvent raconter une histoire rudimentaire, mais objective, sur un pays dont le passé récent est devenu si obscurci par des « récits » contradictoires, pharisaïques et souvent incendiaires. Une photographie aérienne ancienne peut également révéler des vestiges anciens aujourd'hui disparus : par exemple, une photographie aérienne de Merhavia en 1918 montre bien la silhouette du château franc de La Fève du XIIe siècle, aujourd'hui couvert de maisons et de pelouses,.
Alors que le livre de 1991 juxtapose des photographies aériennes de deux moments dans le temps, la version anglaise étendue et mise à jour, The Changing Land between the Jordan and the Sea, publiée en 1999, permet de comparer des photographies aériennes de la même zone prises à quatre moments dans le temps : 1917-18, vers 1948, vers 1967 et dans les années 1990.
L'examen des photographies de 1917-1918 permet également à Kedar de réévaluer la bataille cruciale de Beersheba le 31 octobre 1917, ainsi que d'autres développements sur le front palestinien pendant la Première Guerre mondiale.

### L'histoire du monde
Dans sa première contribution à ce sous-domaine, Kedar analyse le phénomène d'expulsion à travers l'histoire et parvient à la conclusion que l'expulsion systématique des groupes par décret gouvernemental constitue une caractéristique de la civilisation de l'Europe occidentale, où elle s'est reproduite à partir du XIIe siècle. Il identifie un schéma persistant : le dirigeant décide qu'un groupe est dangereux pour la société ; il ordonne d'éloigner ses membres au-delà des frontières ; habituellement, ces membres disposent de trois mois pour liquider leurs affaires. Si les expulsions visent le plus souvent les Juifs, d'autres groupes – Lombards et Cahorsins, Morisques, Protestants, Jésuites et Mormons – sont également expulsés entre le XIIIe et le XIXe siècle. Avec l'expansion de la civilisation européenne vers d'autres continents, la pratique y prend également racine, l'expulsion des Asiatiques d'Ouganda par Idi Amin Dada en 1972 en étant un exemple récent.
D'autres études historiques mondiales traitent du rôle des élites survivantes pour assurer divers degrés de persistance culturelle à la suite ou malgré l'effondrement d'un État ou d'un régime et du rôle des chaînes portuaires et fluviales dans l'histoire mondiale. depuis l'Antiquité. Plus récemment, il co-édite, avec Merry Wiesner-Hanks, le volume de Cambridge World History qui traite du "Middle Millennium", c'est-à-dire la période 500-1500. Dans son introduction à ce volume, il met en contraste les connaissances croissantes sur l'apparence du monde attestées par les cartes d'une part, avec les travaux d'histoire largement centrés sur la civilisation d'autre part, et décrit les relations trans-civilisationnelles sporadiques et régulières de ce âge.

### Histoire régionale
Dans son « Histoire de la région de Modi`in », publiée en 2014, Kedar traite du passé d'une région spécifique à partir du néolithique, traitant équitablement toutes les périodes. La région en question est celle dans laquelle la nouvelle ville israélienne de Modi`in est érigée dans les années 1990. Contrairement à de nombreux récits israéliens qui se concentrent presque exclusivement sur les périodes juives de l'histoire du pays, Kedar s'attarde sur toutes les périodes de manière impartiale et présente une mine de données sur les villages arabes qui existaient dans la région jusqu'en 1948, dont certains ont déjà été mentionnés dans les chartes latines du royaume franc de Jérusalem.

### Quelques découvertes
Kedar découvre un certain nombre de textes inconnus de la période des croisades. Parmi ceux-ci figurent une série de biographies écrites en latin d'ermites qui vivaient dans le royaume franc de Jérusalem au XIIe siècle et une série d'histoires écrites en arabe sur des hommes saints musulmans qui vivaient sous la domination franque dans la région de Naplouse. Il confie la publication de cette dernière série à son élève Daniella Talmon-Heller. Il déchiffre une description détaillée de la routine quotidienne à l'hôpital de Jérusalem, écrite apparemment vers 1180 et publie une lettre inconnue dans laquelle Héraclius d'Auvergne, le dernier patriarche latin à résider à Jérusalem, appelle à l'aide de l'Occident alors que les armées de Saladin approchent de la ville en 1187. Kedar découvre aussi le texte original du discours de Chaim Weizmann lors de la pose des premières pierres de l'Université hébraïque en juillet 1918 ainsi que des passages supprimés de l'autobiographie de Weizmann.

### Un historien bavarois se réinvente
En 2011, Kedar publie, avec Peter Herde de l'Université de Wurtzbourg, un livre qui révèle que Karl Bosl, l'un des historiens les plus éminents de Bavière dans l'ère post-1945, avait de multiples liens avec le régime nazi et jusqu'en décembre 1944 exaltait la lutte pour la préservation du Reich hitlérien. Pourtant, immédiatement après la guerre, il affirme qu'il a risqué sa vie dans des activités contre le régime nazi et réussi à persuader un tribunal de dénazification que cela avait été le cas. Le livre est basé sur un grand nombre de documents officiels et privés inédits. Ian Kershaw l'évalue comme "un excellent travail de détective".
Dans la foulée de la parution du livre, la municipalité de Cham, ville natale de Bosl, décide de rebaptiser la place qui porte son nom.

### Initiatives savantes
En 1977, Kedar propose au professeur Horst Fuhrmann, alors président de la Monumenta Germaniae Historica, de lancer une série de textes hébreux édités de manière critique et écrits sur les terres allemandes à l'époque médiévale. En 2001, lorsque Kedar préside la section des sciences humaines de l'Académie des sciences et des sciences humaines d'Israël, l'Académie et le MGH signent un accord formel pour publier la série Hebräische Texte aus dem mittelalterlichen Deutschland ; le premier tome est paru en 2005  et le second en 2016.
En 2009, Kedar et Oleg Grabar (du Princeton Institute for Advanced Study) éditent un livre sur le passé et le présent du Mont du Temple de Jérusalem / al-Haram al-Sharif, dont la possession est l'un des problèmes les plus épineux entravant un rapprochement Israélien - palestinien. L'initiative est sans précédent, dans la mesure où elle réussit à obtenir le parrainage d'un institut d'enseignement supérieur israélien, palestinien et dominicain, tous situés à Jérusalem ; les auteurs des chapitres du livre sont des universitaires israéliens, palestiniens, européens et américains.

### Armes biologiques et Haganah
En 2022, Benny Morris et Benjamin Kedar publient dans la revue historique universitaire britannique Middle Eastern Studies leurs travaux indiquant l'usage d'armes biologiques par la Haganah, en 1948. Ils indiquent notamment l'empoisonnement de puits de villages palestiniens.

## Livres
1. October 1973: The Story of an Armored Battalion. Tammuz: Tel Aviv, 1975. 143 pp. (in Hebrew).
2. Merchants in Crisis: Genoese and Venetian Men of Affairs and the Fourteenth-Century Depression. Yale University Press: New Haven and London, 1976. 260 pp.
3. Ed.: Jerusalem in the Middle Ages. Selected Papers. Yad Izhak Ben-Zvi: Jerusalem, 1979. 400 pp. (in Hebrew).
4. Mercanti in crisi a Genova e Venezia nel '300. Jouvence: Rome, 1981. 353 pp. (Updated Italian translation of No. 2).
5. Ed., with H.E. Mayer & R.C. Smail: Outremer. Studies in the History of the Crusading Kingdom of Jerusalem presented to Joshua Prawer. Yad Izhak Ben-Zvi: Jerusalem, 1982. 346 pp.
6. Crusade and Mission: European Approaches toward the Muslims. Princeton University Press: Princeton, 1984. 246 pp. Paperback edition 1988. New printing 2014.
7. Ed., with Gabriella Airaldi: I comuni italiani nel Regno Crociato di Gerusalemme. Atti del colloquio di Gerusalemme, 24-28 maggio 1984. Collana storica di fonti e studi diretta da Geo Pistarino, 48. Genoa, 1986. 695 pp.
8. Ed.: E. Ashtor, East-West Trade in the Medieval Mediterranean. Variorum: London, 1986. 344 pp.
9. Ed.: The Crusaders in their Kingdom, 1099–1291. Yad Izhak Ben-Zvi: Jerusalem, 1987. 283 pp. (in Hebrew).
10. Ed., with A.L. Udovitch: The Medieval Levant. Studies in Memory of Eliyahu Ashtor (1914–1984) = Asian and African Studies 22 (1988), 1–291.
11. Ed., with Trude Dothan and S. Safrai: Commerce in Palestine throughout the Ages. Yad Izhak Ben-Zvi: Jerusalem, 1990. 337 pp. (in Hebrew).
12. Crociata e missione. Europa incontro all'Islam. Jouvence: Rome, 1991. 302 pp. (Italian translation of No. 6).
13. Looking Twice at the Land of Israel. Aerial Photographs of 1917–1918 and 1987–91. Yad Izhak Ben-Zvi and Israel Ministry of Defense: Jerusalem and Tel Aviv, 1991. 239 pp. (in Hebrew).
14. Ed.: E. Ashtor, Technology, Industry and Trade. The Levant versus Europe, 1250–1500. Variorum: London, 1992. 331 pp.
15. Ed.: The Horns of Hattin. Proceedings of the Second Conference of the Society for the Study of the Crusades, Jerusalem and Haifa, 2–6 July 1987. Yad Izhak Ben-Zvi and Variorum: Jerusalem and Aldershot, 1992. 368 pp.
16. The Franks in the Levant, 11th to 14th Centuries. Variorum: Aldershot, 1993. 322 pp.
17. Ed.: Studies in the History of Popular Culture. Shazar Center for Jewish History: Jerusalem, 1996. 444 pp. (in Hebrew).
18. Ed., with M. Maoz: The Palestinian National Movement: From Confrontation to Reconciliation? Israel Ministry of Defense: Tel Aviv, 1996. 423 pp. (in Hebrew).
19. Ed., with J. Riley-Smith and R. Hiestand: Montjoie: Studies in Crusade History in Honour of Hans Eberhard Mayer. Variorum: Aldershot, 1997. xx + 276 pp.
20. Ed., with R.J.Z. Werblowsky: Sacred Space: Shrine, City, Land. Studies in Memory of Joshua Prawer. Israel Academy of Sciences and Humanities, and Macmillan: Jerusalem and London, 1998. 348 pp.
21. The Changing Land between the Jordan and the Sea: Aerial photographs from 1917 to the Present, Jerusalem and Tel Aviv, Yad Ben-Zvi and Israel Ministry of Defense. 208 pp. (Revised English version of No. 13), 1999 (ISBN 978-965-05-0975-0, lire en ligne)
22. Ed., with A. Danin: Remote Sensing: The Use of Aerial Photographs and Satellite Images in Israel Studies. Yad Ben-Zvi: Jerusalem 2000. 260 pp. (in Hebrew).
23. Ed., with M. Balard and J. Riley-Smith: Dei gesta per Francos. Études sur les croisades dédiées à Jean Richard. Ashgate: Aldershot, 2001. 434 pp.
24. Ed., Crusades 1 (2002), 2 (2003), 3 (2004), 4 (2005), 5 (2006), 6 (2007), 7 (2008), 8 (2009), 9 (2010), 10 (2011), 11 (2012), 12 (2013), 13 (2014), 14 (2015), 15 (2016).
25. Holy Men in a Holy Land: Christian, Muslim and Jewish Religiosity in the Near East at the Time of the Crusades. Hayes Robinson Lecture Series, 9. Royal Holloway, University of London, 2005. 24 pp.
26. Ed., with A. Kadish, The Few Against The Many? Studies on the Balance of Forces in the Battles of Judas Maccabaeus and Israel's War of Independence. Jerusalem, 2005. 227 pp. [in Hebrew].
27. Apocrypha: Writings on Current Affairs, 1954–2004. Modi`in, 2006. 228 pp. (in Hebrew, English and German).
28. Ed., with Nicolas Faucherre and Jean Mesqui, L'architecture en Terre sainte au temps de Saint Louis = Bulletin Monumental 146 (2006), 3–120.
29. Franks, Muslims and Oriental Christians in the Latin Levant: Studies in Frontier Acculturation. Aldershot: Ashgate 2006. 228 pp.
30. Historical Research in Israel's Universities. Israel Academy of Sciences and Humanities: Jerusalem, 2007.
31. Ed., with Oleg Grabar, Where Heaven and Earth Meet: Jerusalem's Sacred Esplanade. Jerusalem and Austin, Texas, 2009. 411 pp.
32. Ed., Explorations in Comparative History. Jerusalem, 2009. 242 pp.
33. Ed., with Joseph R. Hacker and Yosef Kaplan, From Sages to Savants. Studies Presented to Avraham Grossman. Jerusalem, 2009. 455 pp. [in Hebrew].
34. (with Peter Herde) A Bavarian Historian Reinvents Himself: Karl Bosl and the Third Reich. Jerusalem, 2011. 162 pp.
35. Rival Conceptualizations of a Single Space: Jerusalem's Sacred Esplanade. Nehru Memorial and Museum Library, Occasional Papers, NS 62. New Delhi, 2014. 27 pp.
36. Ed., with Merry Wiesner – Hanks, Cambridge History of the World, vol. 5: Expanding Webs of Exchange and Conflict, 500 CE – 1500 CE. Cambridge University Press, 2015. 722 pp. second edition in paperback, 2017.
37. Ed., Chaim Weizmann: Scientist, Statesman and Architect of Science Policy. Jerusalem, 2015. 285 pp. [in Hebrew].
38. Benjamin Z. Kedar & Peter Herde, Karl Bosl im Dritten Reich. Walter de Gruyter, Berlin-Boston & Hebrew University Magnes Press, Jerusalem. 2016. 226 pp.
39. Crusaders and Franks. Studies in the History of the Crusades and the Frankish Levant. Abingdon, UK: Routledge, 2016. Xii +354 pp.
40. Benjamin Z. Kedar, Ilana Friedrich Silber and Adam Klin-Oron, eds., Dynamics of Continuity, Patterns of Change: Between World History and Comparative Historical Sociology. In Memory of Shmuel Noah Eisenstadt (Jerusalem, Israel Academy of Sciences and Humanities and The Van Leer Institute, 2017), 290 pp.
41. Iris Shagrir, Benjamin Z. Kedar and Michel Balard (ed.), Communicating The Middle Ages: Essays in Honour of Sophia Menache, Crusades - Subsidia 11, Routledge, 2018, 309 pp.
42. Studies in World, Jewish and Local History, Bialik Institute, 2018, Jerusalem, 582 pp. [in Hebrew].
43. Communicating the Middle Ages. Essays in Honour of Sophia Menache, ed. Iris Shagrir, Benjamin Z. Kedar and Michel Balard. Routledge: London and New York, 2018. 278 pp.
44. Crusading and Trading between East and West. Studies in Honour of David Jacoby, ed. Sophia Menache, Benjamin Z. Kedar and Michel Balard. Routledge: London and New York, 2019. 368 pp.
45. BZ Kedar, With Nurith. A Historian Investigates the Love Story of His Life. 490 pp.
46. From Genoa to Jerusalem and Beyond. Studies in Medieval and World History. Padua: Libreria Universitaria, 2019. 573 pp.